# Camera Obscura (revista)
Camera Obscura o Camera Obscura: Feminism, Culture, and Media Studies es una revista sobre feminismo, cultura y estudios acerca de los medios de comunicación publicada tres veces al año por la Duke University Press. Se centra en «las conjunciones de género, raza, clase y sexualidad con la cultura audiovisual; nuevas historias y teorías de cine, televisión, vídeo y medios digitales; y estrategias enfocadas políticamente a una gama de prácticas de los medios de comunicación». Fue fundada en 1976 por cuatro estudiantes de la Universidad de California en Berkeley: Janet Bergstrom, Sandy Flitterman, Elisabeth Lyon y Constance Penley. Las cuatro socias fundadoras se habían conocido mientras trabajaban en la revista Women & Film.
En sus primeros años la revista apuntaba a las películas como su objeto de análisis y se esforzó en utilizar «nuevos enfoques feministas, culturales y de teoría crítica para repensar el cine, así como, en particular, usar el cine para repensar el feminismo y la teoría crítica». En 1995, el subtítulo de la revista cambió de «A Journal of Feminism and Film Theory» a «Feminism, Culture, and Media Studies» para reflejar que sus intereses se habían desarrollado más allá de las teorías semióticas y psicoanalíticas para incluir enfoques tales como el análisis histórico e industrial, estudios de género y estrellas, modelos etnográficos y de recepción, análisis de raza y etnicidad, teoría poscolonial y críticas al imperio y los estudios queer y trans.